# Oreocharis muscicola
Oreocharis muscicola är en tvåhjärtbladig växtart som först beskrevs av William Grant Craib, och fick sitt nu gällande namn av Mich. Möller och A. Weber. Oreocharis muscicola ingår i släktet Oreocharis och familjen Gesneriaceae. Inga underarter finns listade i Catalogue of Life.